# 22 Pułk Piechoty (LWP)
22 pułk piechoty (22 pp) – oddział piechoty ludowego Wojska Polskiego.

## Formowanie
Pułk był formowany dwukrotnie, latem i jesienią 1944 roku, w oparciu o sowiecki etat Nr 04/501 pułku strzelców gwardii.
Po raz drugi 23 pułk piechoty rozpoczęto formować w październiku 1944 roku w Trawnikach, w składzie 11 Dywizji Piechoty. 15 listopada 1944 roku zalążek pułku liczył 210 żołnierzy, w tym 42 oficerów, 6 podoficerów i 162 szeregowców. Stanowiło to nieco ponad 7% stanu etatowego. 15 listopada 1944 roku została podjęta decyzja o zaniechaniu formowania 3 Armii, a tym samym 22 pp. Do końca listopada jednostka została rozformowana, a żołnierze w większości wcieleni do 10 DP i 5 BSap.